# Japansk søløve
Den japanske søløve Zalophus japonicus var en øresæl, der levede i Det japanske Hav, og udryddet i 1970'erne. Indtil 2003 blev den anset for en underart af den californiske søløve (Z. californianus). Den levede især kystnært i det japanske øhav og omkring den koreanske halvø, hvor de hvilede og ynglede på især åbne og flade sandstrande, men også klippekyster. Den blev jagtet kommercielt i 1900-tallet, hvilket førte til dens udryddelse.

## Systematik
Den japanske søløve er en øresæl (Otariidae). Frem til 2003 blev arten betragtet som en underart af Californisk søløve, Zalophus californianus japonicus, men er sidenhen blevet ophøjet til selvstændig art. DNA-analyser i 2007 angiver at de to arter blev adskilt for omkring 2 millioner år siden i den tidlige Pleistocæn.
Adskillige udstoppede japanske søløver findes i Japan og i det Naturhistoriske Museum, Leiden, Nederlandene, opkøbt af Philipp Franz von Siebold.

## Beskrivelse
Hanner af japanske søløver var mørkegrå og vejede mellem 450 og 560 kg og var 2,3 til 2,5 m lange. Hunnerne var markant mindre, omkring 1,6 m og med en lysere grå farve end hannerne.

## Udbredelse og levesteder
Japanske søløver levede langs den nordvestlige stillehavskyst, især i Japan, Korea, Sakhalin, Kurilerne og måske så langt nord som det sydlige Kamtjatka..
Gamle koreanske beretninger beskriver, at søløven og larghasæl (Phoca largha) blev fundet i Bohaihavet, Det Gule Hav og det japanske hav.
Der rapporteres stadig om observationer af japanske søløver fra Korea, mer er sandsynligvis tale om Stellers søløve (Eumetopias jubatus). Det eneste pålidelige fund fra Korea i nyere tid er formentlig et dyr skudt på Monero i 1949.

### Forsøg på genintroduktion af søløver
I 2007 annoncerede det sydkoreanske miljøministerium at Syd- og Nordkorea, Rusland og Kina vil samarbejde om at bringe søløver tilbage til det japanske hav, startende med en eftersøgning efter eventuelle japanske søløver, der stadig kan være i live.  Hvis levende søløver ikke kan findes planlægger den sydkoreanske regering at flytte Californiske søløver fra USA til Det Japanske Hav. Det sydkoreanske miljøministerium understøtter indsatsen på grund af symbolikken, et ønske om at genoprette økosystemet og mulighederne for økoturisme. 

## Udnyttelse og udryddelse
Den Japanske søløve har været jagtet og spist siden oldtiden. Mange knogler fra japansk søløve er blevet udgravet i køkkenmøddinger fra Jensmon-perioden i Japan  . Et leksikon fra det 18. århundrede, Wakan Sansai Zue, beskriver dog at kødet ikke var velsmagende, og at søløverne kun kunne bruges til at fremstille tran til olielamper .  Værdifuld tran blev udvundet fra huden, mens de indre organer blev brugt til at fremstille kostbar orientalsk medicin. Knurhårene kunne bruges til børster og skindet som læder. Omkring århundredeskiftet 18-1900 blev japanske søløver desuden indfanget til brug i cirkus. 
Fangstoptegnelser fra japanske kommercielle fiskere i begyndelsen af 1900-tallet viser, at mindst 3.200 søløver blev dræbt om året. Overudnyttelse fik fangsten til at falde drastisk til 300 søløver i 1915 og under 50 om året i 1930'erne. Kommerciel jagt ophørte i 1940'erne, da arten var nærmest udryddet. De seneste observationer af japanske søløver er fra 1970'erne, hvor den sidst bekræftede observation var et ungt dyr, der blev fanget i 1974 ved kysten af Rebun, ud for Hokkaido. Der var et par ubekræftede observationer i 1983 og 1985. Den sidste troværdige observation af en større gruppe dyr (50-60 dyr)er fra 1951 ved Liancourt-øerne.